# یک الف ناقابل
یک الف ناقابل فیلمی به کارگردانی و نویسندگی محمد عرب ساختهٔ سال ۱۳۸۰ است.

## بازیگران
- شبنم قلی خانی
- علی مقصودلو
- محمود مقامی
- احمد هزارجریبی
- پدرام امامی راد